# バスキア
『バスキア』（Basquiat 英語発音）は、27歳で亡くなったアーティスト、ジャン＝ミシェル・バスキアの伝記映画。1996年制作、監督はジュリアン・シュナーベル。ベニチオ・デル・トロはこの作品でインディペンデント・スピリット賞の助演男優賞を受賞した。バスキアと以前バンドを組んでいたヴィンセント・ギャロがカメオ出演している。

## あらすじ
1979年のニューヨーク。黒人青年バスキアは「セイモ（SAMO）」と名乗り、バンド活動もするマイナーな画家だった。彼はドラッグを吸い、ホームレス生活をしているが、スラム育ちではなく中流の家族を持っていた。母親は、幼い頃のバスキアに絵画への興味を植え付けたが、離婚後は精神病院に入院していた。
ウェイトレスで画家志望のジーナと親しくなり、彼女のアパートに転がり込むバスキア。画廊で電気工事のアルバイトをしたバスキアは、人気アーティストのマイロを見かけて声をかけ、虚勢を張った。若いバスキアは、アーティストとしての成功を熱望していたが、売れなければ目の前の電気技師のように、「本業はアーティストだ」と自分に言い聞かせながら、年老いて行くはずだった。
ある日、バスキアはアンディ・ウォーホルを見かけて、自分の手書きのポストカードを売りつけた。落書きのような絵（グラフィティ）をモチーフにしてスプレーを吹き付けるのが、バスキア独自の自称「無知な絵」のスタイルだった。
パーティーの帰りに、バスキアは美術評論家のルネ・リカードに声をかけられた。バスキアの絵が気に入ったルネは、彼の売り出しに乗り出した。
1981年、グループ展に出品したバスキアの絵は2000ドルで売れた。画廊を営むアニーナ・ノセイは、バスキアにアトリエを提供し、次々と大作を製作させた。金と名声を手に入れて、マイロとも友人になるバスキア。だが、ジーナやバンド仲間のベニーとは疎遠になっていった。
初の個展を開く頃には、バスキアはアンディ・ウォーホルとも親しくなっていた。大物の画商ブルーノ・ビショップバーガーに協力を申し出られたバスキアは、彼に乞われて、ルネに贈るはずだった作品を売ってしまった。個展の後の食事会でも、バスキアは恩人であるルネやアニーナの席ではなく、大物たちのテーブルを選んだ。後年のインタビューで「人に利用され、利用している」と語るバスキア。
孤独なバスキアは、ウォーホルだけを友として親交を深めて行った。ウォーホルとの関係をマスコミに揶揄され、悩みをマイロに打ち明けるバスキア。そんな時、ウォーホルが急死した。バスキアのドラッグ吸引は加速し、翌年の1988年8月12日にヘロインの過剰摂取で死亡した。27歳だった。

## キャスト
※括弧内は日本語吹替
- ジャン＝ミシェル・バスキア - ジェフリー・ライト（古澤徹）
- ジーナ・カルディナーレ - クレア・フォーラニ（深見梨加）
- ベニー・ダルモー - ベニチオ・デル・トロ（平田広明）
- ルネ・リカード - マイケル・ウィンコット（大塚明夫）
- アンディ・ウォーホル - デヴィッド・ボウイ（野沢那智）
- ブルーノ・ビショップバーガー - デニス・ホッパー（糸博）
- アルバート・マイロ - ゲイリー・オールドマン（金尾哲夫）
- メアリー・ブーン - パーカー・ポージー（金野恵子）
- 電気技師 - ウィレム・デフォー（宝亀克寿）
- ビッグ・ピンク - コートニー・ラブ（寺内よりえ）
- インタビュアー - クリストファー・ウォーケン（有本欽隆）
- アニーナ・ノセイ - エリナ・レーヴェンソン
- ヘンリー・ゲルツァーラー - ポール・バーテル（島香裕）
- シンシア・クルーガー - テータム・オニール
- チャウ氏 - マイケル・チャウ
- デリの店員 - マイケル・バダルコ（辻親八）
- 暴漢 - サム・ロックウェル